# サルバン (モンケ家)
サルバン（モンゴル語: Сарбан, Sarban、中国語: 撒里蛮、? - 1282年以降）は、モンゴル帝国第4代皇帝モンケ・カアンの孫。叔父のシリギとともに「シリギの乱」の首謀者の一人であった。『元史』などの漢文史料では撒里蛮、『集史』などのペルシア語史料ではساربان (Sārbān)と記される。チャガタイの息子のサルバンとは同名の別人である。

## 概要
サルバンはモンケの息子のウルン・タシュの息子として生まれた。『集史』によると名前の伝わっていない兄弟がいたが、子を残さず早くに亡くなったという。モンケの4人の子供のうち、バルトゥとウルン・タシュが嫡出の子供であり、シリギとアスタイが庶出の子供であった。バルトゥが父より早くに亡くなったため、モンケの死後はウルン・タシュがモンケ・ウルスの当主となったが、ウルン・タシュの死後はその庶弟のシリギが当主となった。
モンケの死後にクビライとアリクブケの間で行われた帝位継承戦争では、モンケの諸子はアリクブケ側に立って参戦し、クビライ側に敗れると許されてモンゴリアに残った。しかし帝位継承戦争によって割を食ったモンケ家、アリクブケ家ではクビライ政権に対する不満が残り、中央アジアでカイドゥを主体とする反クビライ勢力が誕生するとこれに味方するようになった。
クビライの嫡子で北平王に封ぜられていたノムガンはモンゴリアを統轄しており、至元13年（1276年）にモンゴリアの軍隊を率いて一挙にカイドゥの本拠地のアルマリクに奇襲をかけた。この時のノムガン軍右翼は、ほぼ全てが旧アリクブケ派勢力で構成されており、サルバンやシリギも参加していた。ノムガン軍がアルマリクに駐屯すると、トルイの庶子のソゲドゥの息子のトク・テムルが密かにシリギと結託し、総司令官ノムガンら首脳部を捕らえ、クビライ政権に叛旗を翻した。この叛乱に加わったメンバーの多くは前述の旧アリクブケ派であった右翼軍であり、モンケ家、アリクブケ家、ソゲドゥ家、コルゲン家などがあったが、唯一ボチュク家のヤクドゥのみは従わず捕らえられた。
叛乱軍の盟主はモンケの庶子のシリギとされたものの、モンケの嫡孫に当たるサルバンもこれに継ぐ高い地位にあった。カイドゥに協力を要請したが断られたサルバンらは、虚言によってチャガタイ・オゴデイ系諸王を取り込み、至元14年（1277年）にモンゴリアへ侵攻した。これに対し、クビライはトトガク、バイダル、ベクレミシュらを派遣し、各地で敗れた叛乱軍はオルホン川に集結し決戦を挑んだが、捕らえられていたヤクドゥの攪乱によって元朝軍が勝利を収めた。
敗北したサルバン、トク・テムルらはモンゴリアから西北のイルティシ川流域へ逃亡し、再起を図ったが、オッチギン家のベルケ・テムル、劉国傑らの攻撃によって至元17年（1280年）までに大打撃を受けた。相継ぐ敗戦によってシリギはトク・テムルへの協力を断るようになったため、トク・テムルは新たにサルバンを擁立しようとした。シリギはメリク・テムルと合流したが、内紛で消耗するのを嫌いサルバン、トク・テムルに降伏したものの、次にヨブクルを討伐しようとしてサルバンらは敗れてしまい、トク・テムルは処刑された。
サルバンはシリギと敵対したことを弁解したが、シリギは赦さず軍隊を取り上げ、サルバンはシリギの下から逃れようとした。サルバンは一時捕まったものの部下に救出され、至元18年（1281年）再びシリギに決戦を挑んだところ、シリギ・ヨブクルの軍隊が寝返ってサルバン側についたことによって勝利を収めた。サルバンはシリギとヨブクルを連れてクビライに投降しようとしたが、ヨブクルのみはオッチギン家の人間と協力することでカイドゥの下へ逃れ、サルバンとシリギは至元19年（1282年）クビライの下に到着した。
叛乱の盟主であったシリギは許されず、海島に流されたが、サルバンは許されて領地と軍隊を与えられ、その後しばらくして亡くなったという。サルバンの子孫については記述がなく、サルバンをもってウルン・タシュ家は断絶したものと見られる。

## モンケ家の系図
- モンケ・カアン…トルイの長男で、モンケ・ウルスの創始者。
  - バルトゥ（Baltu,班禿／بالتوBāltū）…モンケの嫡長子。
    - トレ・テムル（Töre-temür,توراتیمورTūlā tīmūr）…バルトゥの息子。

  - ウルン・タシュ（Ürüng-daš,玉龍答失／اورنگتاشŪrung tāsh）…モンケの次男で、第2代モンケ・ウルス当主。
    - サルバン（Sarban,撒里蛮／ساربانSārbān）…ウルン・タシュの息子。

  - シリギ（Sirigi,昔里吉شیرکیShīrkī）…モンケの庶子で、第3代モンケ・ウルス当主。
    - ウルス・ブカ（Ulus-buqa,兀魯思不花王／اولوس بوقا）…シリギの息子で、第4代モンケ・ウルス当主。
      - コンコ・テムル（Qongqo-temür,并王晃火帖木児／قونان تیمورQūnān tīmūr）…ウルス・ブカの息子
        - チェリク・テムル（Čerik-temür,徹里帖木児）…コンコ・テムルの息子で、第7代モンケ・ウルス当主。

      - テグス・ブカ（Tegüs-buqa,武平王帖古思不花）…ウルス・ブカの息子、コンコ・テムルの弟で、第2代武平王。

    - トレ・テムル（Töre-temür,توراتیمورTūlā tīmūr）…シリギの息子。
    - トゥメン・テムル（Tümen-temür,武平王禿満帖木児／）…シリギの息子で、初代武平王。

  - アスタイ（Asudai,阿速歹／آسوتای）…モンケの庶子
    - オルジェイ（Ölǰei,衛王完沢／اولجایŪljāī）…アスタイの息子で、第5代モンケ・ウルス当主。
      - チェチェクトゥ（Čečektu,郯王徹徹禿）…オルジェイの息子で、第6代モンケ・ウルス当主。

    - フラチュ（Hulaču,忽剌出／هولاچوHūlāchū）…アスタイの息子。
    - ハントム（Hantom,هنتوم／Hantūm）…アスタイの息子。